# Discomyctus longicaudatus
Discomyctus longicaudatus är en rundmaskart. Discomyctus longicaudatus ingår i släktet Discomyctus och familjen Dorylaimidae. Inga underarter finns listade i Catalogue of Life.